# 弗洛里亚努元帅镇
弗洛里亚努元帅镇，是巴西圣埃斯皮里图州的一个市镇。总面积286平方公里，总人口3,858 (2005).。弗洛里亚努元帅镇原为多明戈斯-马丁斯（Domingos Martins）市镇的一部分，1991年10月31日析置。弗洛里亚努元帅镇的得名是为了纪念巴西共和国第一人副总统弗洛里亚努（Floriano Peixoto）。